# Streichen (Schleching)
Streichen ist ein Gemeindeteil der Gemeinde Schleching im Landkreis Traunstein in Bayern.
Der Ort liegt südöstlich des Schlechinger Gemeindeteils Ettenhausen. Westlich des Ortes verläuft die B 307 und fließt die Tiroler Achen, südlich verläuft die Staatsgrenze zu Österreich.

## Baudenkmäler
In der Liste der Baudenkmäler in Schleching sind für Streichen zwei Baudenkmäler aufgeführt:
- die Streichenkirche (= katholische Kapelle St. Servatius; siehe auch Kastenaltar (Streichen))
- das Mitte des 18. Jahrhunderts errichtete ehemalige Bauern- und Mesnerhaus (Streichen 1; mit Blockbau-Obergeschoss und zwei Balusterlauben), jetzt ein Gasthaus